# IC 3090
IC 3090 је двојна звијезда у сазвјежђу Дјевица која се налази на листи објеката дубоког неба у Индекс каталогу.
Деклинација објекта је + 9° 26' 23" а ректасцензија 12h 16m 31,6s.